# Reinhard Gärtner
Reinhard Gärtner (* 8. Februar 1944 in Frankfurt (Oder); † 25. Februar 2022) war ein deutscher Fußballspieler in der DDR-Oberliga. In der höchsten Spielklasse des DDR-Fußball-Verbandes spielte er für den 1. FC Union Berlin.

## Sportliche Laufbahn
Am Anfang der Laufbahn von Gärtner als Fußballspieler standen die BSG Lokomotive Frankfurt (Oder) und der SC Frankfurt/O. Mit dem SC Frankfurt spielte Gärtner zuletzt in der zweitklassigen DDR-Liga, ehe er Anfang 1964 zum Ligakonkurrenten Stahl Eisenhüttenstadt wechselte. Mit seinen 17 Toren, die er 1963/64 für Frankfurt und Eisenhüttenstadt erzielte, gehörte er in dieser Saison zu den treffsichersten Spielern der Ligastaffel Nord. Im Mai 1965 musste Gärtner einen 18-monatigen Wehrdienst ableisten und spielte während dieser Zeit ebenfalls in der DDR-Liga für die Armeesportgemeinschaft Vorwärts Cottbus Fußball.
Nach dem Ende seiner Wehrpflicht schloss sich Gärtner im Januar 1967 dem Oberligaaufsteiger 1. FC Union Berlin an. Bis zum Saisonende kam er jedoch nur zweimal für die jeweils nicht einsetzbaren Hoge und Uentz als Stürmer zum Einsatz. Auch in der Saison 1967/68 konnte sich Gärtner nicht als vollwertiger Stammspieler durchsetzen, im Duell mit dem Neuling Rainer Müller um den Einsatz im Union-Sturm kam er nur auf 13 Spiele in der 26 Begegnungen währenden Spielzeit. 1968/69 spielte er nur achtmal in der Oberligamannschaft und wurde auch nicht im Pokalendspiel 1968 aufgeboten, das der 1. FC Union mit 2:1 über den FC Carl Zeiss Jena gewonnen hatte. Allerdings hatte er mit seinen drei von sechs vorausgegangenen Pokalspielen einen kleinen Anteil am Pokalerfolg. Am Ende der Saison musste der 1. FC Union in die DDR-Liga absteigen. In der DDR-Liga-Saison 1969/70 gelang Gärtner endlich der Sprung zum Stammspieler, er bestritt 21 der 30 ausgetragenen Punktspiele und war mit elf Punktspieltreffern hinter Uentz zweitbester Union-Torschütze. Die neue Oberligaspielzeit 1970/71 begann Gärtner als gesetzter Mittelstürmer und bestritt elf der dreizehn Hinrundenspiele. In der Rückrunde verlor er seinen Stammplatz an den vier Jahre jüngeren Bernd Vogel und kam nur noch in vier Oberligaspielen zum Einsatz, davon nur ein Spiel über die volle Dauer von 90 Minuten. Mit seinen vier Oberligatoren war er zusammen mit Felsch bester Torschütze der Unioner, die zwar als Neuling mit Platz fünf überraschten, mit 27 erzielten Toren aber den schwächsten Oberligaangriff hatten. Als 28-Jähriger bestritt Gärtner 1971/72 seine letzte Oberligasaison für den 1. FC Union Berlin. Er kam nur noch in drei Oberligaspielen zum Einsatz, zweimal als Linksaußenstürmer in der Hinrunde und einmal als Einwechselspieler am 11. März 1972 in der Begegnung des 19. Spieltages 1. FC Union – FC Carl Zeiss Jena (1:1).
Nach fünfeinhalb Spielzeiten für den 1. FC Union Berlin ergibt sich damit für Reinhard Gärtner folgende Bilanz: Er bestritt 41 Oberligaspiele mit neun Toren und 21 DDR-Liga-Spiele mit elf Toren. Außerdem wurde er in neun DDR-Pokalspielen (2 Tore) sowie in vier Intercupspielen (1 Tor) eingesetzt. Das sind insgesamt 75 Pflichtspiele und 23 Tore.
In der Saison 1972/73 spielte Gärtner für den DDR-Ligisten EAB Lichtenberg 47 und beendete schließlich beim Berliner Bezirksligisten SG Friedrichshagen seine Laufbahn als Fußballspieler.